# Place de la Bourse
Place de la Bourse (Piazza della Borsa) è una delle piazze principali di Bordeaux. Realizzata dall'architetto francese Ange-Jacques Gabriel tra il 1730 e il 1775 e inaugurata nel 1749, è una delle opere più esemplari dell'arte neoclassica francese del XVIII secolo. Di fronte alla piazza, con i suoi 3.450 m², si estende lo specchio d'acqua artificiale più grande del mondo. 
La piazza rappresenta uno dei luoghi principali della città, ed è divenuta, negli ultimi anni, un punto d'incontro per tutti i bordolesi e per i turisti.

## Storia
L'idea della piazza è stata concepita dall'urbanista francese Claude Boucher, con lo scopo di donare a Bordeaux uno sbocco sulla Garonna e di migliorare l'aspetto estetico della città sulla riva destra del fiume. Per l'edificazione della piazza, è stata distrutta una parte delle mura medioevali che circondavano Bordeaux. Al centro della piazza si elevava una statua equestre di re Luigi XV, distrutta durante la rivoluzione e sostituita da un albero della libertà.

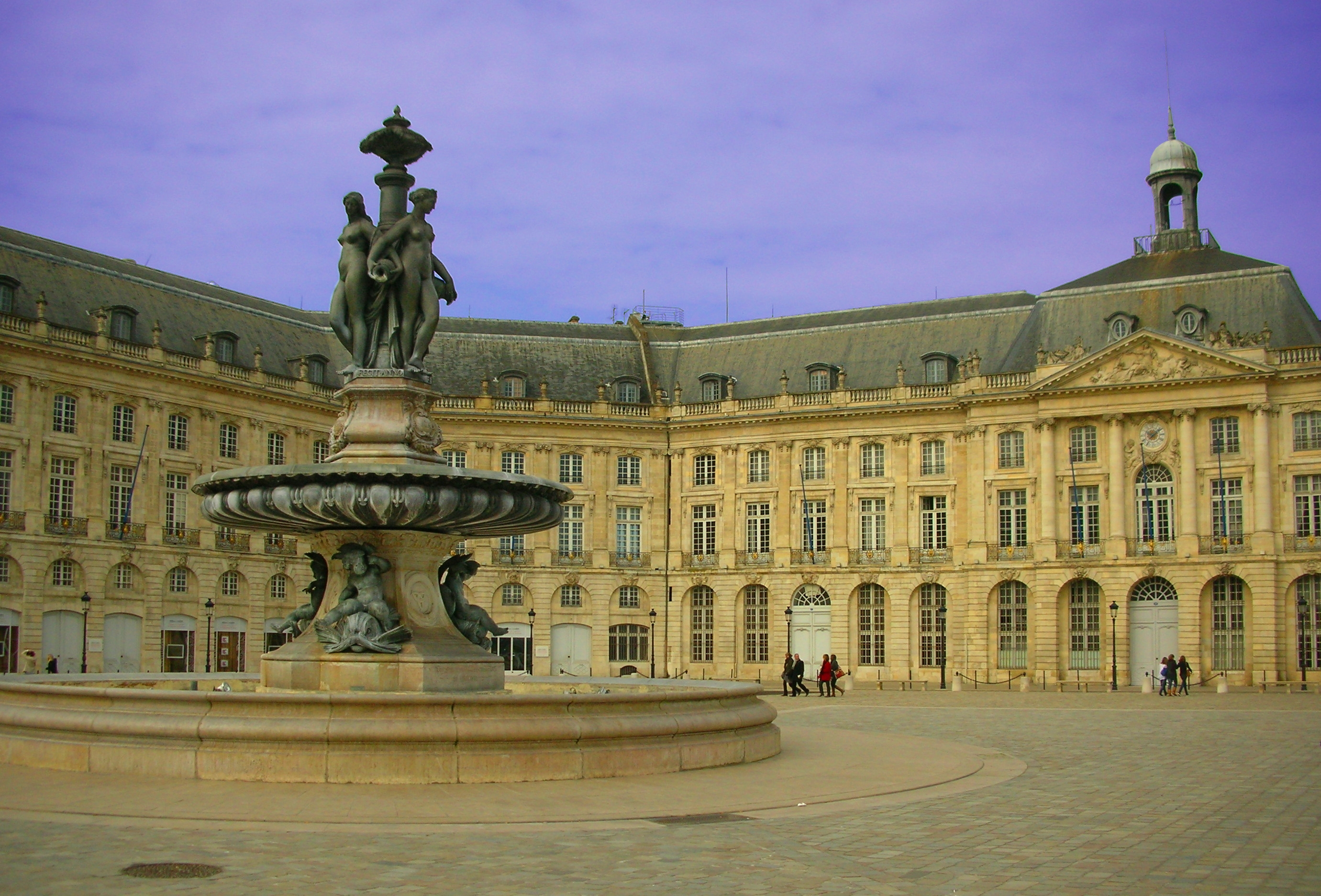
La fontana delle tre grazie

Inaugurata nel 1749, la piazza venne battezzata come Place Royale; venne rinominata Place de la Liberté dopo la rivoluzione francese, Place Impériale sotto l'impero di Napoleone e di nuovo Place Royale durante la restaurazione. Nel 1848, dopo la caduta di Luigi Filippo di Francia, la piazza venne chiamata definitivamente Place de la Bourse. 
Nel 1869, la fontana che sorgeva al centro della piazza venne sostituita dall'attuale "Fontana delle tre grazie". Disegnata dall'architetto francese Louis Visconti, la fontana rappresenta Eufrosine, Aglaia e Talia, figlie di Zeus.
Nel 2004 la piazza è stata oggetto di una riqualificazione urbana, nel quadro del rinnovamento del lungofiume e dell'installazione della linea tramviaria. 
Dal 2009, durante il mese di ottobre di ogni anno, i membri di una campagna di sensibilizzazione contro il cancro al seno vestono le "tre grazie" di Place de la Bourse con un fiocco rosa e aggiungono un colorante rosa nell'acqua della fontana.

## Lo specchio d'acqua
Nel 2006 è stato costruito uno specchio d'acqua artificiale ("miroir d'eau" in francese) che riflette la piazza e il palazzo della camera e dell'industria di Bordeaux. Realizzato dal fontaniere Jean-Max Llorca, dall'architetto Pierre Gangnet e dall'urbanista Michael Corajoud, si estende su 3.450 m² ed è profondo 2cm. 
Sotto la superficie di granito sul quale si estende lo specchio, è presente una cisterna di 800m³ che permette all'acqua di scendere e risalire in superficie grazie a delle pompe. Inoltre, è stato costruito un sistema idrico composto da più di 900 pompe che realizza getti di vapore acqueo che raggiungono i 2 metri di altezza.
Il sito statunitense Landscape Network ha classificato lo specchio d'acqua di Place de la Bourse al quarto posto nella classifica delle dieci piazze più belle del mondo.

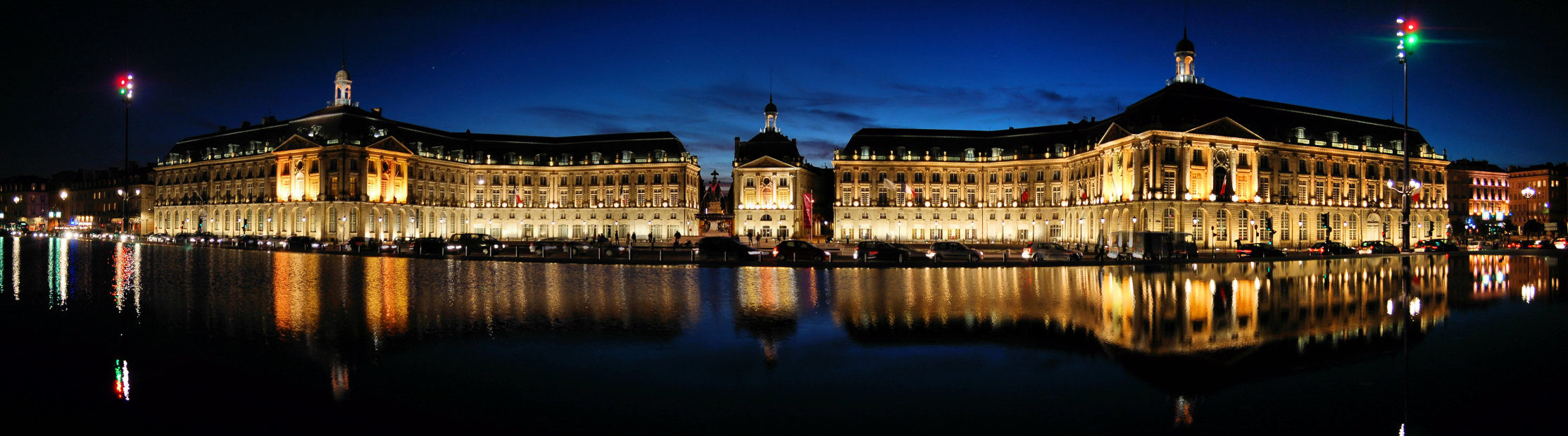
Place de la Bourse vista di notte dallo specchio d'acqua

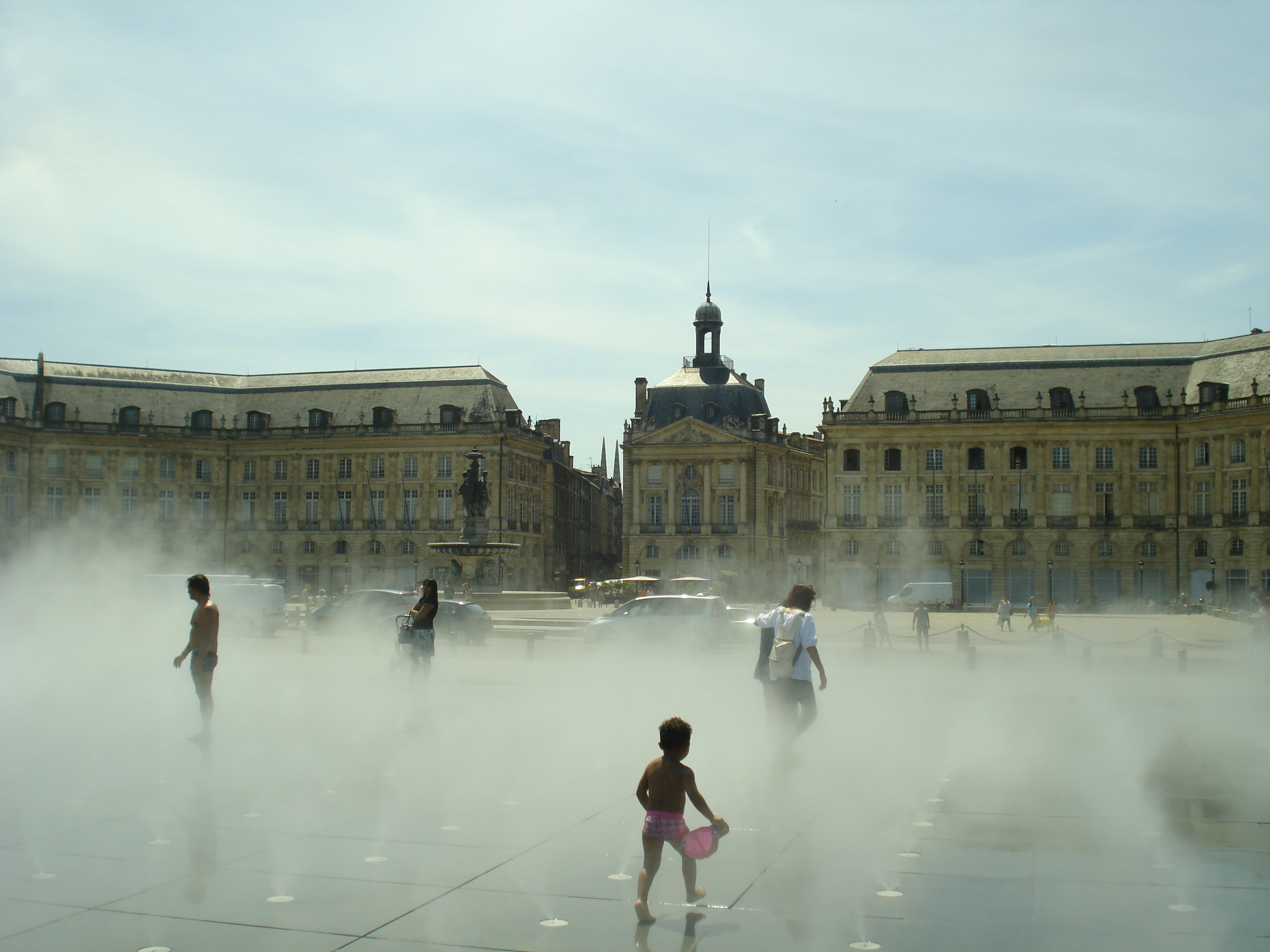
Lo specchio d'acqua durante i getti di vapore acqueo